# 托马斯·特尔福德
托马斯·特尔福德 FRS FRSE （Thomas Telford，1757年8月9日—1834年9月2日）是一名苏格兰土木工程师，设计了卡利多尼安運河、龐特卡薩魯岧水道等许多基础设施。他是土木工程師學會的第一任会长，任该职位14年直至逝世。

## 生平
1757年8月9日，他出生在邓弗里斯郡韦斯特柯克（Westerkirk）一个叫做“Glendinning”的农场，父亲约翰·特尔福德是一名牧羊人，在托马斯出生后不久就去世了。托马斯由他的母亲珍妮特·杰克逊（死于1794年）抚养长大，家境贫困。
14岁时，他成为一名石匠的学徒，曾在爱丁堡工作过一段时间，并于1782年移居伦敦，在见到建筑师羅伯特·亞當和威廉·钱伯斯后，他参与了萨默塞特府的扩建工程，逐渐成为一名建筑师。